# Mollicauda subprycornis
Mollicauda subprycornis är en tvåvingeart som först beskrevs av Rudolf Beyer 1959.  Mollicauda subprycornis ingår i släktet Mollicauda och familjen puckelflugor. Inga underarter finns listade i Catalogue of Life.